# Yacht club

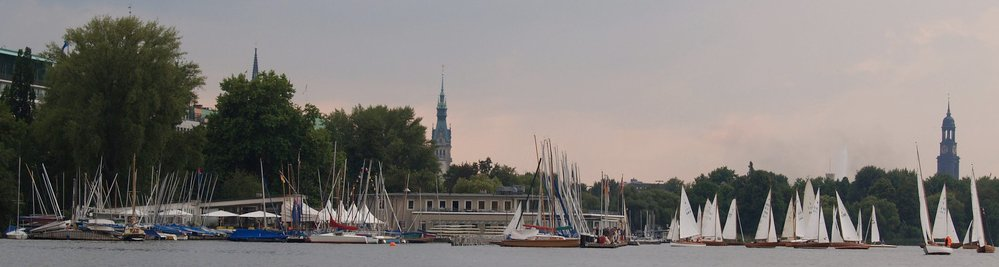
Veduta del Hamburger Sailing Club (HSC) durante una regata

Uno yacht club (o yachting club), IPA:/jɒt klʌb/, in italiano circolo nautico, è una associazione che fa dell'attività velica e/o motonautica la sua principale attività.
In questo ambito, a beneficio dei suoi soci, può occuparsi di varie attività e servizi, come ad esempio: gestione di moli d'attracco e/o deposito per barche a vela e barche di lusso, supporto tecnico per il relativo equipaggio, organizzazione di regate ed eventi sportivi. Talvolta gli yacht club sono diventati vere e proprie società per azioni, raggiungendo un considerevole rilievo economico.
Lo yacht club più antico del mondo è il Royal Cork Yacht Club di Cork in Irlanda.

## Storia

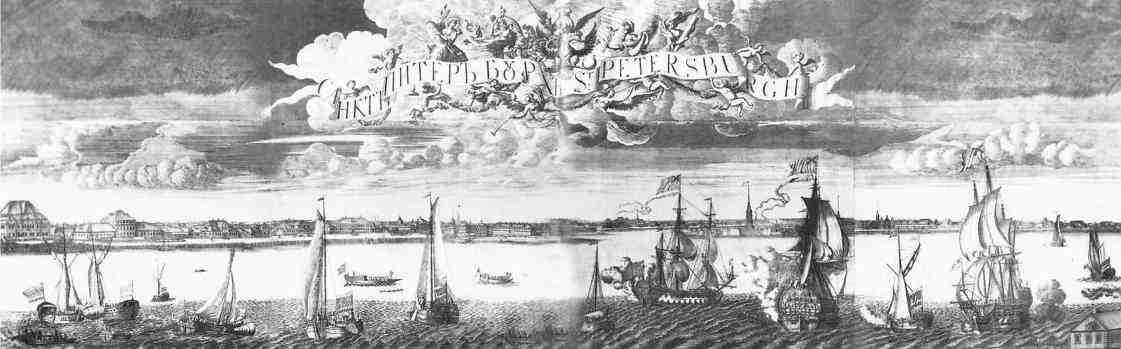
Yachts e navi da guerra sulla Neva nel 1716

La prima istituzione che abbia raccolto proprietari di barche da diporto è stata la Nevskij Flot, fondata nel 1718 a San Pietroburgo. Tuttavia si trattava di un ente istituito per ukaze dello zar Pietro il Grande e perciò non può essere considerato un'associazione su base volontaria, come sono i club in senso moderno.
Nel 1720, nella città irlandese di Cork fu fondata la prima associazione di proprietari di panfili: si chiamava Water Club of the Harbour of Cork. Questo circolo si sciolse nel 1765.
L'eredità di questo club è rivendicata dal Royal Cork Yacht Club, fondato nel 1802, che è perciò generalmente considerato il più antico yacht club esistente.
Nel 1775 sul Tamigi un gruppo di gentiluomini si riunì per costituire una flotta intitolata al loro patrono, il Duca di Cumberland. Nel 1823 il circolo mutò il proprio nome in Royal Thames Yacht Club. Il club esiste tuttora senza interruzioni.
Nel 1815 si riunirono per la prima volta in una taverna di Londra i membri de The Yacht Club, che peraltro d'estate si riunivano a Cowes sull'isola di Wight. Nel 1820 chiesero di essere ammessi a questo circolo anche i principi reali e perciò il nome venne cambiato in Royal Yacht Club. Cinque anni più tardi la sede fu definitivamente fissata a Cowes e l'associazione prese l'attuale nome di Royal Yacht Squadron. L'uniforme del club era costituita da giacca blu oltremare e pantaloni bianchi,  nonché foulard al collo: è diventata la tenuta tipica da yachtsman.

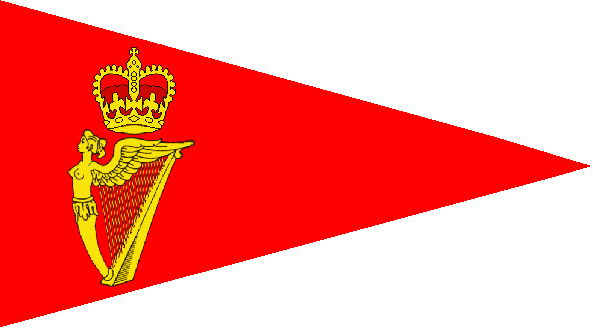
Guidone del Royal Cork Yacht Club, fondato nel 1720

Nei decenni successivi circoli velici furono fondati in tutto l'Impero britannico. Nel 1829 gli ufficiali della guarnigione di Gibilterra avevano fondato il Gibraltar Yacht Club.
Contemporaneamente nacquero yacht clubs anche sul continente europeo. Il primo viene considerato il Kungliga Svenska Segelsällskapet ("Regio Yacht Club Svedese"), fondato nel 1830.
Negli Stati Uniti i primi circoli ebbero vita breve: il Knickerbocker Boat Club (1811) ed il New York Boat Club (1830), entrambi di New York, durarono solo qualche mese, mentre il Boston Boat Club rimase aperto dal 1834 al 1837. Il più antico circolo tuttora esistente è il Detroit Boat Club del 1839. Nel 1844 fu fondato il prestigioso New York Yacht Club.
Il più antico circolo velico canadese è il Royal Nova Scotia Yacht Squadron, di Halifax, fondato nel 1837, che rivendica di essere il più antico yacht club esistente nel Nordamerica.
In Francia il primo circolo velico fu la Société des Regattes du Havre, fondata nel 1840. Pochi anni dopo i parigini fondarono la Société des régates parisiennes (1853) ed il Cercle de la Voile de Paris (1858), poi il celebre Yacht Club de France (1867). 

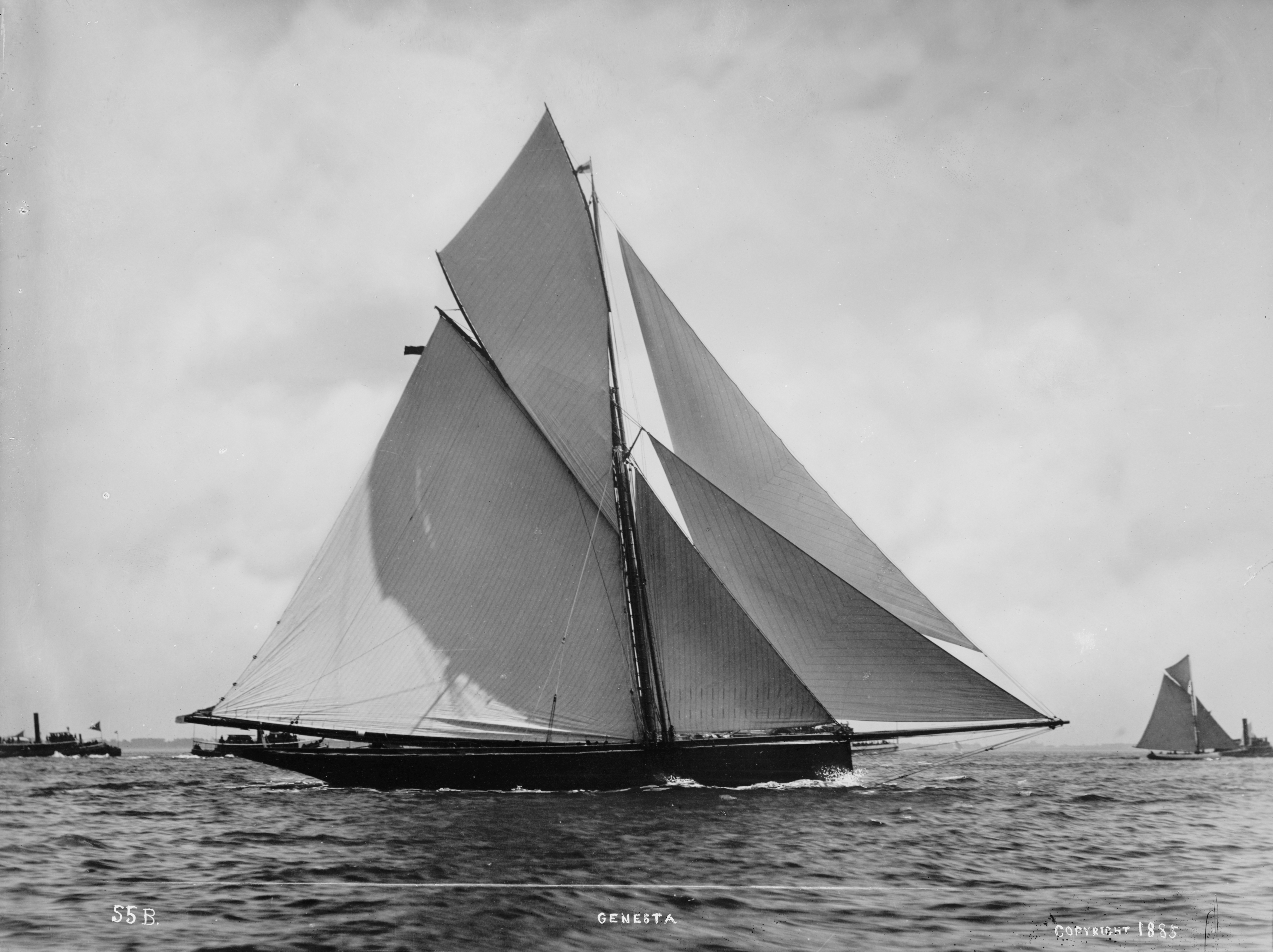
Lo yacht Genesta rappresentava il Royal Yacht Squadron all' America's Cup del 1885

Il primo yacht club olandese fu fondato nel 1846 ed è il Koninklijke Nederlandsche Yachtclub ("Regio Yacht Club dei Paesi Bassi"). Nello stesso anno fu fondato a San Pietroburgo il primo circolo velico russo su base volontaria, il Sankt-Peterburgskij Imperatorskij Yaht-Club ("Imperiale Yacht Club di San Pietroburgo").
Al 1846 risale anche il Royal Bombay Yacht Club.
In Australia i clubs più antichi sono il Royal Yacht Club of Victoria (1853), il Royal Sydney Yacht Squadron (1862) e il Royal Perth Yacht Club (1865). Nel 1859 era stato nel frattempo fondato il Royal New Zealand Yacht Squadron.
Il più antico circolo velico tedesco è il Segelclub Rhe di Königsberg, risalente al 1855, mentre il Kaiserlicher Yacht-Club ("Yacht Club Imperiale") di Kiel fu fondato nel 1891.
Il Royal Natal Yacht Club di Durban, fondato nel 1858, è il più antico circolo velico del continente africano. Il Royal Cape Yacht Club è stato fondato nel 1905.
In Italia il primato è rivendicato dalla Società delle regate fondata nel 1858 a Belgirate sul Lago Maggiore.
Il Regio Yacht Club Italiano fu fondato a Genova, nel 1879, per iniziativa di un gruppo di appassionati capeggiati da Augusto Vittorio Vecchi, mentre nel 1893 nacque il Reale Yacht Club Canottieri Savoia di Napoli.
Nel 1895 viene fondato a Stresa il Verbano Yacht Club (abbreviato VYC), sul Lago Maggiore, con il patronato di Tommaso di Savoia-Genova e di sua moglie Isabella di Baviera, duchi di Genova. Nel 1896 ottenne dal re il privilegio di fregiarsi del titolo di "regio" e del guidone con la corona reale.
Nel 1886 fu fondato a Pola il Club Nautico Pietas Julia e nel 1903 a Trieste lo Yacht Club Adriaco, entrambe le città allora appartenevano all'Impero Austroungarico.
Negli anni Venti del Novecento nacquero yacht clubs specializzati nell'organizzare regate veliche d'altura, come il Cruising Club of America e il Royal Ocean Racing Club.

## Nello sport
Uno yacht club organizza diversi eventi sportivi nell'arco dell'anno, i più importanti sono le regate.

### America's Cup
Uno yacht club nella America's Cup è fondamentale per iscrivere alla competizione la barca.
Senza uno Yacht club nessuna imbarcazione può ottenere l'iscrizione alla prestigiosa competizione, inoltre lo stemma del club deve assolutamente apparire sull'imbarcazione.
Nell'America's Cup ogni challenger deve essere membro di un club nautico.
Nella edizione del 2007 della regata il defender Alinghi ha deciso di fondare la società Ac Management per la gestione dell'evento. Tuttavia gli aspetti formali legati alla difesa sono rimasti di competenza della Société Nautique de Genève che resta il club depositario della Coppa, esposta nella sua sede sul lago di Ginevra.

## Elenco di alcuniyacht club

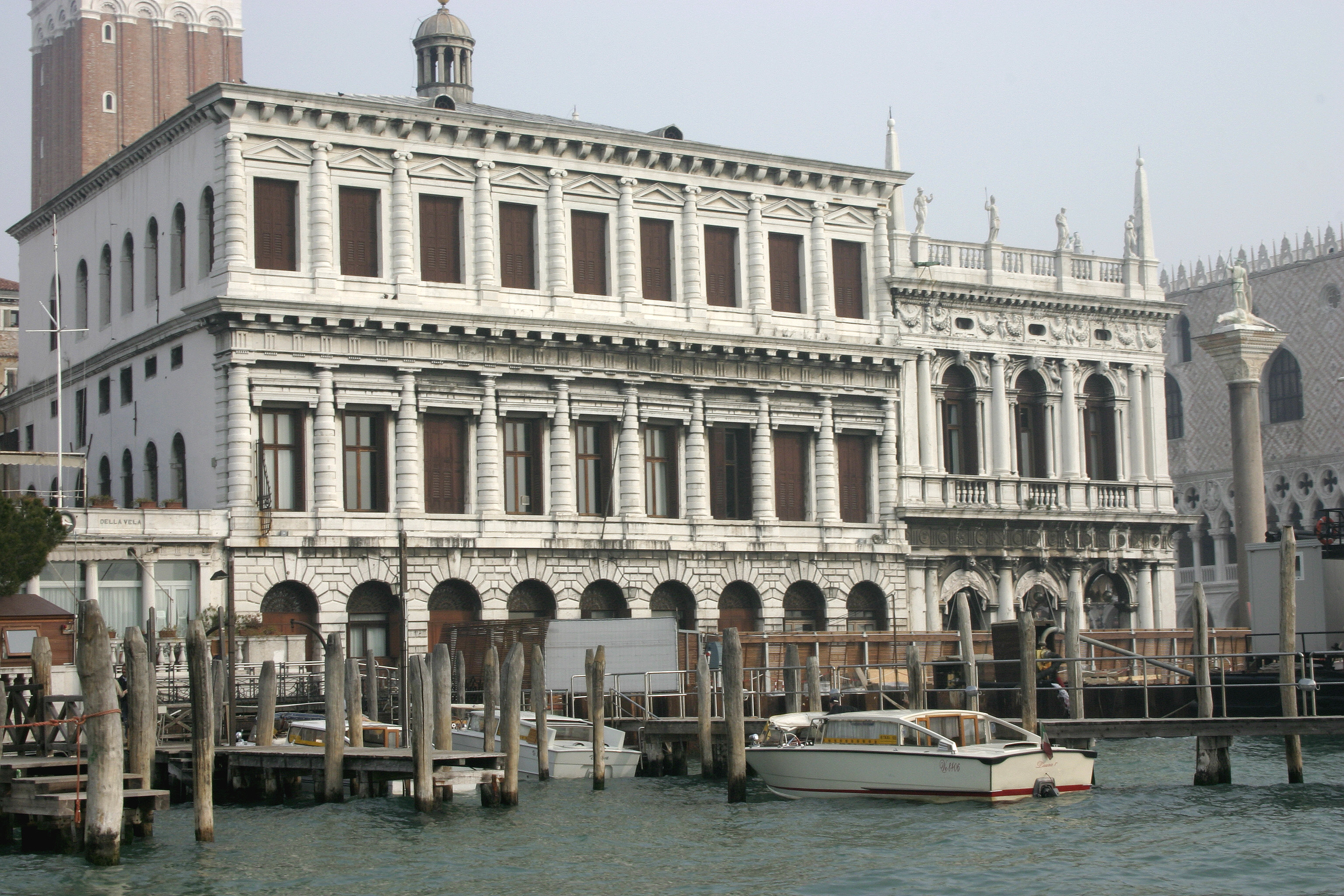
Il molo San Marco, da destra: la Libreria Marciana, la Zecca e la sede della Compagnia della Vela

### Argentina
- Club Náutico San Isidro, Buenos Aires, 1910

### Australia

Guidone del Royal Sydney Yacht Squadron

- Royal Yacht Club of Victoria, Melbourne, 1853
- Royal Sydney Yacht Squadron, Sydney, 1862
- Royal Perth Yacht Club, Perth, 1865
- Royal Geelong Yacht Club, Geelong, Victoria, 1859
- Royal Prince Alfred Yacht Club, Newport, Nuovo Galles del Sud, 1867
- Royal Brighton Yacht Club, Brighton, Victoria, 1875
- Royal Melbourne Yacht Squadron, Melbourne, 1876
- Royal Yacht Club of Tasmania, Hobart, 1880
- Royal Queensland Yacht Squadron, Brisbane, 1885
- Royal Freshwater Bay Yacht Club, Peppermint Grove, Australia Occidentale, 1896

### Bermude
- Royal Bermuda Yacht Club, Bermuda, 1844

### Canada
- Royal Nova Scotia Yacht Squadron, Halifax, 1837
- Royal Canadian Yacht Club, Toronto, 1852
- Royal Vancouver Yacht Club, Vancouver, 1903
- Royal Hamilton Yacht Club, Hamilton, Ontario, 1880
- Royal St. Lawrence Yacht Club, Dorval, Québec, 1888
- Royal Victoria Yacht Club, Victoria, Columbia Britannica, 1892
- Royal Lake of the Woods Yacht Club, Lago dei Boschi, Ontario, 1903

### Cile

Guidone del Yacht Club de Chile

- Yacht Club de Chile, Viña del Mar, 1955

### Danimarca
- Kongelig Dansk Yachtclub, Copenaghen, 1866

### Finlandia
- Segelföreningen i Björneborg, Pori, 1856
- Nyländska Jaktklubben, Helsinki, 1861
- Helsingfors Segelsällskap, Helsinki, 1893
- Helsingfors Segelklubb, Helsinki, 1899

### Francia
- Cercle de la Voile de Paris, 1858

Guidone dello Yacht Club de France

- Yacht Club de France, Parigi, 1867
- Union Nationale pour la Course au Large, Boulogne-sur-Seine, 1971

### Germania
- Segelclub Rhe, Amburgo, 1855

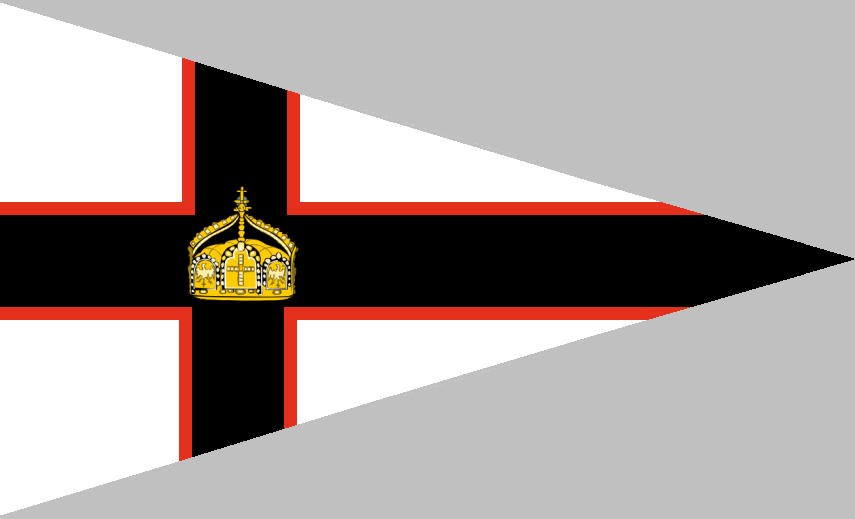
Guidone del Kaiserlicher Yacht-Club

- Norddeutscher Regattaverein, Amburgo, 1868
- Verein Seglerhaus am Wannsee, Berlino, 1867
- Kieler Yacht-Club, Kiel, (già Kaiserlicher Yacht-Club), 1887
- Lübecker Yacht-Club, Lubecca, 1898
- Düsseldorfer Yacht Club, Düsseldorf, 1908
- Württembergischer Yacht Club, Friedrichshafen, 1911
- Hamburger Segel-Club, Amburgo, 1937

### Gibilterra
- Royal Gibraltar Yacht Club, 1829

### Gran Bretagna

Guidone del Royal Yacht Squadron

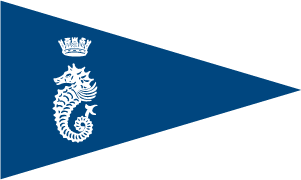
Guidone del Royal Ocean Racing Club

Guidone del Royal Thames Yacht Club

- Royal Thames Yacht Club, Londra, 1775
- Royal Yacht Squadron, Cowes, 1815
- Royal Northern & Clyde Yacht Club, Rhu, Argyll and Bute, 1824
- Royal London Yacht Club, Cowes, 1838
- Royal Ocean Racing Club, Londra, 1925

### Hong Kong
- Royal Hong Kong Yacht Club, 1890

### India
- Royal Bombay Yacht Club, Mumbai, 1846
- Royal Madras Yacht Club, Chennai, 1911

### Irlanda
- Royal Cork Yacht Club, Cork, 1802
- Royal Irish Yacht Club, Dún Laoghaire, 1831
- Royal St. George Yacht Club, Dún Laoghaire, 1838
- National Yacht Club, Dún Laoghaire, 1870
- Lough Ree Yacht Club, Ballymore, 1770
- Lough Derg Yacht Club, Dromineer, 1835

### Italia

Guidone dello Yacht Club Italiano

- Società delle regate, Belgirate, 1858
- Yacht Club Italiano, Genova, 1879
- Società Nautica Pietas Julia, Sistiana, 1886
- Circolo del Remo e della Vela Italia, Napoli, 1889
- Reale Yacht Club Canottieri Savoia, Napoli, 1893
- Verbano Yacht Club, Stresa[12], 1895
- Yacht Club Adriaco, Trieste[13], 1903
- Compagnia della Vela, Venezia, 1911
- Yacht Club Sanremo, Sanremo[14], 1920
- Circolo Nautico Posillipo, Napoli, 1925
- Circolo della Vela Sicilia, Palermo[15], 1933
- Club Nautico Rimini, Rimini[16], 1933
- Club Nautico Riccione, Riccione[17], 1933
- Yacht Club Imperia, Imperia[18], 1946
- Fraglia Vela Malcesine, 1947
- Circolo Vela Gargnano, Gargnano, 1950
- Yacht Club Santo Stefano, Porto Santo Stefano, 1960
- Circolo Vela Torbole, Torbole sul Garda, 1964
- Nettuno Yacht Club, Nettuno[19], 1966
- Yacht Club Costa Smeralda, Porto Cervo, 1967
- Circolo Nautico e della Vela Argentario, Cala Galera, Porto Ercole[20], 1974
- Yacht Club Punta Ala, Punta Ala, 1976

### Monaco
- Yacht Club de Monaco, La Condamine, 1953

### Norvegia
- Kongelig Norsk Seilforening, Oslo, 1883

### Nuova Zelanda
- Royal New Zealand Yacht Squadron, Auckland, 1859

### Paesi Bassi

Guidone del KNZ&RV

- Koninklijke Nederlandsche Zeil- & Roeivereeniging, Muiden e Enkhuizen, 1846
- Koninklijke Roei- en Zeilvereniging De Maas, Rotterdam, 1851

### Pakistan
- Karachi Yacht Club, Karachi, 1911

### Portogallo
- Associação Naval de Lisboa, 1856

### Russia

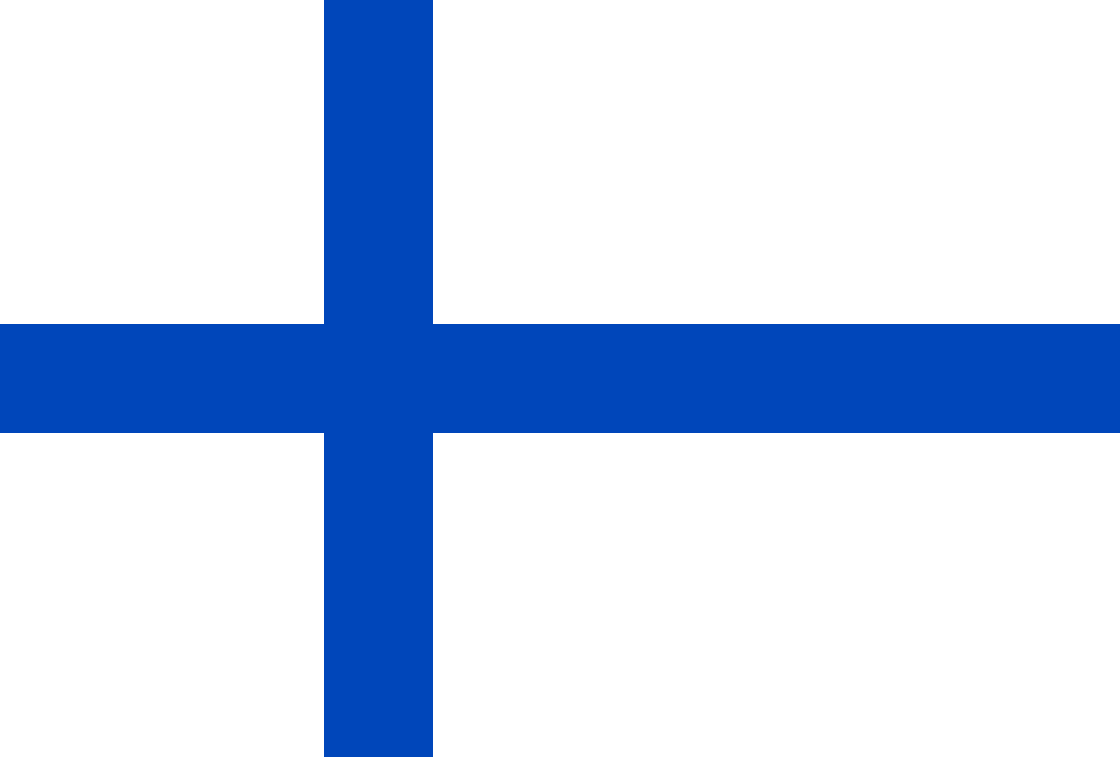
Guidone della Nevsky Flot

- Nevskij Flot, San Pietroburgo, 1718
- Sankt-Peterburgskij Rečnoj Jaht-Klub, San Pietroburgo, 1850 (già Sankt-Peterburgskij Imperatorskij Jaht-Klub)

### Singapore
- Royal Singapore Yacht Club, 1919

### Spagna
- Reial Club Nàutic de Barcelona, 1876
- Reial Club Nàutic de Tarragona, 1878
- Reial Club Marítim de Barcelona, 1881
- Real Club Náutico de Valencia, 1903

### Stati Uniti

Il guidone del New York Yacht Club

Guidone del San Francisco Yacht Club

- New York Yacht Club, New York, Newport (Rhode Island), 1844
- San Diego Yacht Club, San Diego, California, 1886
- Golden Gate Yacht Club, San Francisco, 1939
- Cruising Club of America, 1922
- Southern Yacht Club, New Orleans, 1849
- Biloxi Yacht Club, Biloxi, Mississippi, 1849
- Mobile Yacht Club, Mobile, Alabama, 1850
- San Francisco Yacht Club, Belvedere, California, 1859
- Toledo Yacht Club, Toledo (Ohio), Ohio, 1865
- Atlantic Yacht Club, Brooklyn, New York, 1866
- Detroit Yacht Club, Detroit, Michigan, 1868
- Seawanhaka Corinthian Yacht Club, Oyster Bay, New York, 1871
- Milwaukee Yacht Club, Milwaukee, Wisconsin, 1871
- Lake Geneva Yacht Club, Fontana-on-Geneva Lake, Wisconsin, 1874
- Chicago Yacht Club, Chicago (Illinois), 1875
- Jeffries Yacht Club, Boston, Massachusetts, 1876
- Florida Yacht Club, Jacksonville, Florida, 1877
- Hull Yacht Club, Hull, Massachusetts, 1880
- Larchmont Yacht Club, Larchmont, New York, 1880
- Yale Corinthian Yacht Club, Branford (Connecticut), Connecticut, 1881
- Philadelphia Corinthian Yacht Club, Filadelfia, Pennsylvania, 1882
- Harlem Yacht Club, Bronx, New York, 1887
- Riverside Yacht Club, Riverside, Connecticut, 1888
- Indian Harbor Yacht Club, Greenwich, Connecticut, 1889
- Erie Yacht Club, Erie, Pennsylvania, 1895
- Houston Yacht Club, Houston, Texas, 1897

### Sudafrica

Guidone del Royal Cape Yacht Club

- Royal Natal Yacht Club, Durban, 1858
- Royal Cape Yacht Club, Città del Capo, 1905

### Svezia

Guidone della Kungliga Svenska Segel Sällskapet

- Kungliga Svenska Segel Sällskapet, Stoccolma, 1830
- Göteborgs Kungliga Segelsällskap, Göteborg, 1860
- Gamla Stans Yacht Sällskap, Stoccolma

### Svizzera
- Société nautique de Genève, Ginevra, 1872

### Uruguay
- Yacht Club Uruguayo, Montevideo, 1906